# 山西惇
山西惇（日语：山西 惇，1962年12月12日—），日本男演員、配音員。出身於京都府京都市。身高170cm。B型血。

## 簡介
本名畑中敦史（はたなか あつし）。RICOMOTION（株式會社Cube關連事務所）所屬。

## 來歷
東大寺學園高校畢業後，1981年進入京都大學工學部石油化學科就讀。此外，他從大學1年級開始，先以劇團團員身份加入京大附屬學生劇團的母公司「劇團卒塔婆小町」。
1986年從大學畢業之後，山西在大學教授的推薦之下，以研究生身份進入位於關西地區的一般石油化學公司上班。之後在石化公司上班的第2年，他以「延長自己的興趣」為由，利用週末和休業式之後的空檔日子再度參加劇團卒塔婆小町的出演工作。在那之後，山西受到第4代座長生瀨勝久的邀請下，第一次以劇團團員身份前往東京參加巡迴公演，1992年2月搬上舞台公演的舞台劇《冬之繪空》（本多劇場）曾經負責演出，但是在上演期間，山西早已安排要去夏威夷進行研修，卻出現與公演的日期重疊。結果生瀨就對他說「我會用某種方式管理」，山西聽完生瀨說的這句話後，因此下定決心把事業專注在芝居上。從此以後，山西經常和生瀨2人一起演過多齣舞台劇。
2001年退團之後，山西改加入參加近藤芳正主宰的舞台劇團「劇團DAN DAN BUENO （页面存档备份，存于）」繼續從事舞台活動，並多次跟酒井敏也一起合作。然後在2006年的舞台公演還負責過演出工作。另一方面，山西用演技派演員的經驗，多次參加過電視劇及電影的拍攝。在這之中，讓山西為人熟悉的參演作品是、2000年起開播至今有15年以上的電視劇《相棒》（朝日電視台播出）角色角田六郎。
配音作品方面，因為長年幫SNK電玩格鬥遊戲《餓狼傳說》系列的要角比利·康恩（之後也在《格鬥天王》系列出場）和《侍魂》系列的風間火月等角色獻聲，成為他的配音代表作。
除了參演電視劇之外，還參加過問答綜藝節目《阿Q猜謎王!!》，並表明自己是素食主義者。
2020年2月，他以獲得第27屆讀賣演劇大賞優秀男演員獎。

## 人物
藝名「山西惇」的由來，是在高中時期，當時用本名上台表演對他來說覺得很難為情，加上本身經常被周遭同學說長相很像大他1屆、跟他同姓的輕音樂社學長。於是在未經許可下就直接將學長的姓氏當藝名使用。
2009年，與小他19歳的女性結婚。育有一個兒子、三個女兒。興趣：騎機車、電影鑑賞、料理（常做烙餅給自己的小孩吃）。

## 演出

### 舞台
- 七位士兵的故事（日语：七人ぐらいの兵士）（2000年）
- 犯哉（2007年）
- 鼻（2010年）
- cube presents W ～Doubleダブル（日语：W 〜ダブル）（2010年8月）
- 安娜·卡列尼娜（2010年－2011年）
- 新國立劇場「雨」（2011年）
- cube presents （2011年）
- PRESS（2012年2月－3月）
- Nylon100℃（日语：ナイロン100℃） 38th SESSION「百年的秘密」（2012年）
- 劇團500歲的會旗張揚公演「見男達 ～～」（2012年7月－8月）
- 祈怪物 ～三妹～【KERA版】（2012年－2013年）
- 小松座（日语：こまつ座）&Horipro公演「木之上的軍隊」（2013年）
- 象（2013年）
- 小松座（日语：こまつ座）&世田谷公眾劇院（日语：世田谷パブリックシアター）公演 藪原檢校（日语：藪原検校）（2015年）
- 斯考特&賽爾達（2015年10月－11月）
- 伊尼什曼島上的比利（2016年3月）－喬尼·帕汀麥克[16]
- cube presents「希特勒的最後20000年 ～真的，什麼都沒有了～」（2016年）[17]
- 相對的浮世繪（2019年）－野村淳[18]

### 電視劇
NHK
- 大河劇
  - 花之亂（1994年）
  - 秀吉（1996年）－土御門有宣
  - 德川慶喜（1998年）－瀧川具舉（日语：滝川具挙）
  - 利家與松 ～加賀百萬石物語～（2002年）－前田安勝
  - 真田丸（2016年）－板部岡江雪齋[19]
- 新銀河電視劇（日语：ドラマ新銀河） 25歲的夏日美酒殺人事件（日语：ワイン殺人事件25歳の夏）（1995年10月－11月）
- 連續電視小說
  - 甜辣美人（日语：甘辛しゃん）（1997年－1998年）－門田
  - 明日香（日语：あすか (テレビドラマ)）（1999年－2000年）－越坂部
  - 若葉（日语：わかば (テレビドラマ)）（2004年－2005年）－山岡鐵男
  - 萬福（2018年－2019年）－織田島健三
- 夜間連續劇（日语：NHK夜の連続ドラマ） 神啊！請等一下（日语：ちょっと待って、神様）（2004年）
- 週六時代劇（日语：土曜時代劇 (NHK)）
  - 陽炎十字路 ～瞌睡聲音 江戶雙紙～2（2008年9月－11月）
  - 陽炎十字路 ～瞌睡聲音 江戶雙紙～3（2009年4月－8月）
- 偵探X的挑戰書！（日语：探偵Xからの挑戦状!）（2009年）
- 週六電視劇（日语：土曜ドラマ (NHK)）
  - 判官 ～島的法官奮鬥記～（日语：ジャッジ 〜島の裁判官奮闘記〜） 第一話（2007年）－大阪地裁裁判長
  - 再生之町（日语：再生の町）（2009年8月）
  - 想吃什錦麵（日语：ちゃんぽん食べたかっ!#テレビドラマ）（2015年6月－7月）－木戶光照
  - 萬福（2018年－2019年）－織田島健三[20]
- 電視劇10 水族館女孩（日语：水族館ガール#テレビドラマ）（2016年6月－9月）
- 正月時代劇（日语：NHK正月時代劇） 風雲兒們 ～蘭學革命篇～（日语：風雲児たち#テレビドラマ）（2018年1月1日）－多紀元德[21]
- 惡魔吹著笛子來（日语：悪魔が来りて笛を吹く#2018年版）（2018年7月28日）－目賀重亮

日本電視台
- 鄰人偷笑的秘密（日语：隣人は秘かに笑う）（1999年）
- 週二懸疑劇場 小京都推理（日语：小京都ミステリー）26 豐後一子相傳殺人事件（1999年8月31日）－齋藤刑事
- 京都金沢殺人事件系列（日语：京都金沢殺人事件シリーズ）（2004年－2005年）－根岸刑事
- 冬季運動會（日语：冬の運動会）（2005年）
- 螢火蟲之墓（2005年）
- 松本清張連續劇特輯·霧之旗（日语：霧の旗#2010年版）（2010年3月16日）－山上武雄
- 金田一少年之事件簿5 第6話（2022年6月5日）－大村紺

TBS電視網
- TBS
  - 離天國最近的男人（日语：天国に一番近い男） MONO公司篇 第10話（1999年3月12日）－齊木勤
  - 松本清張特別企劃·臉（1999年）
  - 池袋西口公園（2000年）
  - 怪醫黑傑克（日语：ブラック・ジャック (実写版)）（本木版電視劇） 第2話（2000年）－律師
  - 木更津貓眼 第4話（2002年）－MC兼審查員
  - 這裡是本池上署（日语：こちら本池上署） (第3期) 第6回（2004年）－山村研一郎
  - 週一GOLDEN（日语：月曜ゴールデン）
  - 警視廳三係 吉敷竹史的殺人搜查系列（日语：警視庁三係・吉敷竹史シリーズ）4 幽體脫離殺人事件（2008年10月6日）
  - 半澤直樹2 第4－5話（2020年）- 永田宏
- MBS
  - 育兒play（日语：子育てプレイ）（2009年）－保姆石垣

富士電視台
- 愛情白皮書（1993年）
- 神啊！請多給我一點時間（1998年）
- 太陽不西沉（日语：太陽は沈まない）（2000年）－田所幸治
- 鬼平犯科帳（日语：鬼平犯科帳 (中村吉右衛門)） 第9期 第4話「一本饂飩」（2001年）－與市
- 離島大夫日誌（2003年）－元木渡
- 神探伽利略Φ（2008年10月4日）
- NEOCOLLA！東京環境會議（日语：ネオコラ!東京環境会議）（2008年10月13日）
- 富士電視台開台50週年紀念電視劇 我家的歷史（2010年4月10日）－警察預備隊隊長
- 心碎四角關係（2015年）－白神
- 行騙天下JP 第1話（2018年4月9日）－石崎社長[22]

朝日電視台
- 舞姬神探（日语：舞妓さんは名探偵!）（1999年）－橋口大吾（日语：橋口大吾）
- 老爹偵探（日语：オヤジ探偵）系列（2001年、2002年）－六角一二三
- 相棒 －角田六郎
  - Pre season 第2話 -（2001年）
  - season1（2002年）
  - season2（2003年）
  - season3（2004年）
  - season4（2005年）
  - season5（2006年）
  - season6（2007年）
  - season7（2008年）
  - 裏相棒（2008年）
  - season8（2009年）
  - season9（2010年）
  - season10（2011年）
  - season11（2012年）
  - season12（2013年）
  - season13（2014年）
  - season14（2015年）
  - season15（2016年）
  - season16（2017年）
  - season17（2018年）
  - season18（2019年）
  - season19（2020年）
  - season20（2021年）
- 特命係長 只野仁（日语：特命係長 只野仁 (テレビドラマ)） 4th Season 第5話（#36）（2009年2月12日）[23]

東京電視台
- 怪奇戀愛作戰（2015年）－眠山
- 下北澤die hard 第4話（2017年8月12日）－原田利夫[24]

### 電影
- 不夜城 SLEEPLESS TOWN（1998年）
- 相棒－角田六郎
  - 相棒 -劇場版- 西洋棋殺人事件（2008年）
  - 相棒系列 鑑識員米澤守事件簿（日语：鑑識・米沢の事件簿#映画）（2009年）
  - 相棒 -劇場版II- 占據警視廳特命系最長的一夜（日语：相棒 -劇場版II- 警視庁占拠! 特命係の一番長い夜）（2010年）
  - 相棒系列 X DAY（日语：相棒シリーズ X DAY）（2013年）
  - 相棒 -劇場版III- 巨大密室！特命系 前往絕海的孤島（日语：相棒 -劇場版III- 巨大密室! 特命係 絶海の孤島へ）（2014年）
  - 相棒 -劇場版IV- 首都危機 人質50萬人！特命系 最後的決斷（日语：相棒 -劇場版IV- 首都クライシス 人質は50万人! 特命係 最後の決断）（2017年）
- 上班族NEO 劇場版(笑)（日语：サラリーマンNEO#劇場版）（2011年）
- 薔薇色的布子（日语：薔薇色のブー子）（2014年5月30日）－拉麵屋店主／雀田組若頭
- 愛的成人式（2015年5月23日）－桑島課長

### 配信連續劇
- 相棒－角田六郎
  - 裏相棒2（2009年）
  - 相棒 -劇場版III- 序章（日语：相棒 -劇場版III- 巨大密室! 特命係 絶海の孤島へ#相棒 -劇場版III- 序章）（2014年）

### 遊戲
1995年
- 餓狼傳說系列（1995～1999，比利·康恩（日语：ビリー・カーン）[注 1]）

1996年
- 侍魂系列（1996～2004，風間火月（日语：風間火月）[注 2]）

1997年
- 格鬥天王系列（1997～2010，比利·康恩[注 3]）

1999年
- 武力 ～BURIKI ONE～（日语：武力 〜BURIKI ONE〜）（帕耶庫·西皮塔克）

2006年
- BLOOD+ ONE NIGHT KISS（日语：BLOOD+ ONE NIGHT KISS）（蝮田八郎兵衛）

2009年
- 相棒DS（角田六郎）

### CD
- 雙人演歌歌手組合·名義CD「八十峠」（2009年9月16日）

### 廣播節目
- BS YOUNG TOWN（日语：MBSヤングタウン）（1991年4月－1992年9月的週三節目DJ，MBS電台）

### 電視節目
讀賣電視台（日本電視網）
- 有趣的星期日（日语：おもしろサンデー）

富士電視台
- TV's HIGH（日语：TV's HIGH）
- （關西電視台）
- 東京小子情報（日语：メントレG） ※領航員「HIROSHI」名義。

NHK系列
- NHK綜合
  - 上班族NEO（日语：サラリーマンNEO）
  -  ※於印象VTR多次出演。

- NHK BS Premium

朝日電視台
- 拜託了！排行榜（日语：お願い!ランキング）（商品課長 角田六郎）
  - 拜託了！排行榜 GOLD（2011年7月2日，使用「商品課長 角田六郎」以前錄影播出時的內容）
- 超能人最強王決定15 ※亞軍。
- 移居世界秘境！日本人好吃驚（日语：世界の村で発見!こんなところに日本人）（2014年8月8日，朝日放送）
- THE 博學（日语：THE 博学）（2015年1月3日）※曾獲第2代「THE 博學」的稱號。
- 奇蹟9（日语：くりぃむクイズ ミラクル9） ※不定期演出。

Cube & Pony Canyon製作
- - ！☆大作 ～危機一髪！～
  - ！☆大作 ～一即！～

### 廣告
- ROUND ONE（日语：ラウンドワン）
- 大阪瓦斯（電台廣告）

### 其它
- 元 愛娘休日 山西惇（2011年9月24日，朝日新聞「be (朝日新聞)（日语：be (朝日新聞)） on Saturday」赤e5面，專訪）

## 腳註

## 外部連結
- 山西惇｜RICOMOTION （页面存档备份，存于） （日語）
- 山西惇的X（前Twitter） （日語）